# 秋水鏡
秋水鏡（：／；1530年—1600年9月9日），明代貴州出身的武將，在萬曆朝鮮之役任李如松副將，朝鮮氏族全州秋氏始祖。
1591年任武康刺史，在1592年豐臣秀吉侵略朝鮮時，他受明神宗之命率5000士兵渡鴨綠江參戰，之後三子秋菊，四子秋芝、五子秋蘭也參戰。1593年2月秋水鏡與朝鮮將軍金應瑞在郭山郡合兵擊敗日軍奪回開城和漢陽。
朝鮮王朝因他奪回首都的功勞封他為扈聖功臣、完山府院君，死後諡號忠壯公（韓語：충장공），他的子孫留下成為全州秋氏。